# Jezersko
Jezersko és un poble i municipi d'Eslovàquia. Es troba a la regió de Prešov, al nord del país.

## Història
La primera referència escrita de la vila data del 1611.

## Demografia
| Godina             | 1994 | 2004    | 2014   | 2024    |
| ------------------ | ---- | ------- | ------ | ------- |
| Nombre de persones | 102  | 118     | 111    | 74      |
| Diferència         |      | +15,68% | −5,93% | −33,33% |

| Godina             | 2023 | 2024   |
| ------------------ | ---- | ------ |
| Nombre de persones | 73   | 74     |
| Diferència         |      | +1,36% |